# 2011 Veteraniya
2011 Veteraniya là một tiểu hành tinh vành đai chính với chu kỳ quỹ đạo là 1347.2016769 ngày (3.69 năm).
Nó được phát hiện ngày 30 tháng 8 năm 1970.